# Telefasa

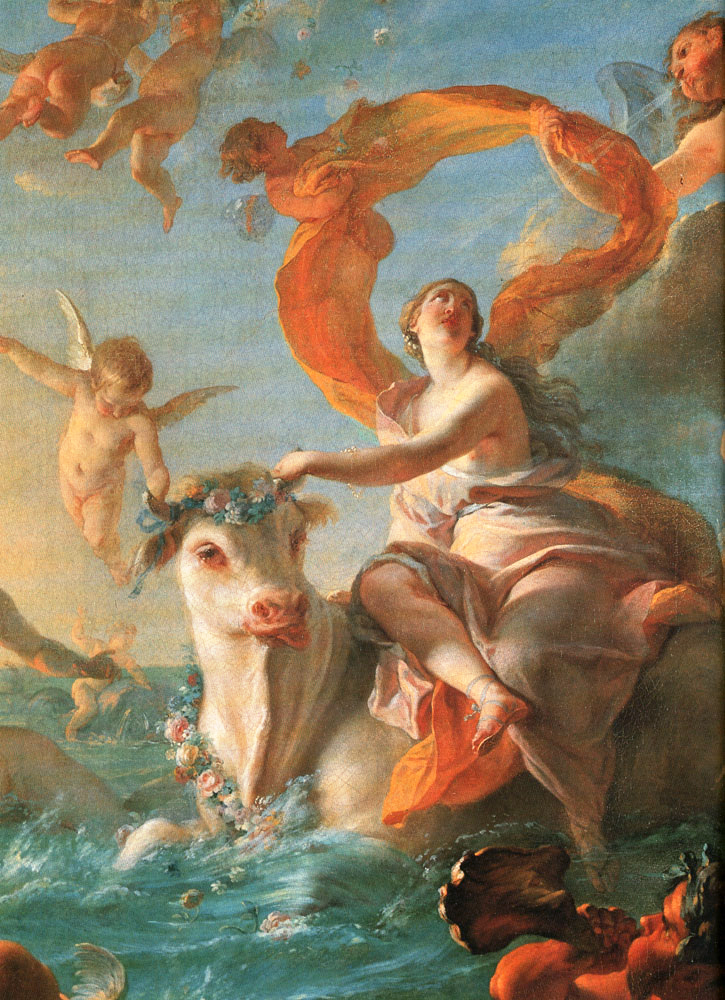
Secuestro de Europa por Nöel-Nicolas Coypel

Telefasa (en griego Τηλέφασσα / Tēléphassa), también denominada Télefe, es un personaje de la mitología griega y una reina de Tiro a través de su matrimonio con Agénor.
Es descrita en la Biblioteca mitológica, en donde se nos dice que «Agénor marchó a Fenicia, donde, casado con Telefasa, procreó una hija, Europa, e hijos, Cadmo, Fénix y Cílix». No se sabe quiénes fueron los padres de Telefasa. Cuando Zeus vio a Europa recogiendo flores, se enamoró inmediatamente de ella y la raptó, transformado en toro blanco. Agénor envió a sus hijos en su busca, prohibiéndoles regresar sin ella. Incapaces de encontrarla tras su intensa búsqueda, determinaron no volver a su hogar y se establecieron en diferentes regiones. Telefasa también partió con sus hijos a buscar a Europa, pero finalmente se estableció en Tracia junto a Cadmo. Allí murió de agotamiento y fue enterrada por su hijo.
En la Europa de Mosco se dice que la propia Telefasa era descendiente de Libia, la hija de Épafo y Menfis. No obstante no se aclara si en esa obra Telefasa era esposa de Agénor o quizás de Fénix, aunque sí se dice al menos que Europa era hija de la propia Telefasa. Mosco sigue en su relato diciéndonos que Telefasa le dio a su hija una canastilla de oro que fue obra de Hefesto. Este regalo fue otorgado originalmente por Poseidón a Libia, quien a su vez se lo dio a Telefasa por ser su descendiente.
Telefasa también aparece en varios escolios acerca de las obras de Eurípides, en donde es denominada como Télefe. En uno de ellos se la hace hija de una tal Epimedusa de la que nada más se sabe, y además se nos dice que de Fénix y Télefe nació una tal Astípale.
Estudiosos modernos equiparan a Telefasa con Argíope, una náyade hija del dios fluvial Nilo y esposa de Agénor en otras fuentes. En esta versión Argíope es descrita como madre al menos de Cadmo y Europa.